# Herb Konina
Herb Konina – jeden z symboli miasta Konin w postaci herbu.

## Wygląd i symbolika
Herb przedstawia na czerwonej tarczy skierowanego heraldycznie w prawo, wspiętego białego konia z opuszczonym ogonem.
Jest to herb mówiący, nawiązujący symboliką do nazwy miasta.

## Historia
Najstarsza pieczęć odciśnięta pod dokumentem z 1369 roku, przedstawia konia zwróconego w lewo. Na drugiej pieczęci XIV-wiecznej skierowano konia w prawo. Używano jej w początkach XV wieku i to ona ukształtowała ostateczny wzór godła miejskiego.

## Legenda
Herb związany jest z legendą: Książę Leszek, władca konińskich ziem wybrał się do lasu na polowanie, gdzie napadła go grupa półdzikich smolarzy. Już mieli zaatakować, gdy usłyszeli konie w galopie. Myśleli, że to odsiecz dla możnego i uciekli. Okazało się jednak, że to było stado dzikich koni, któremu przewodził biały ogier. Książę na pamiątkę tego wydarzenia postanowił założyć w tym miejscu osadę i nadać jej nazwę Konin, a w herbie umieścił białego konia.